# Vernon Reid
Vernon Reid (* 22. srpna 1958) je americký hudebník. Narodil se v Londýně karibským rodičům, ale vyrůstal v New Yorku, kde také docházel na New York University. V roce 1984 založil skupinu Living Colour, ve které hrál na kytaru (do roku 1985 také zpíval). Skupina se rozpadla v roce 1995, ale o pět let později byla obnovena. Během své kariéry spolupracoval s mnoha dalšími hudebníky, mezi které patří například Geri Allen, Mick Jagger, Garland Jeffreys a Jack Bruce. V roce 1996 vydal sólové album Mistaken Identity.